# Marie Hübnerová

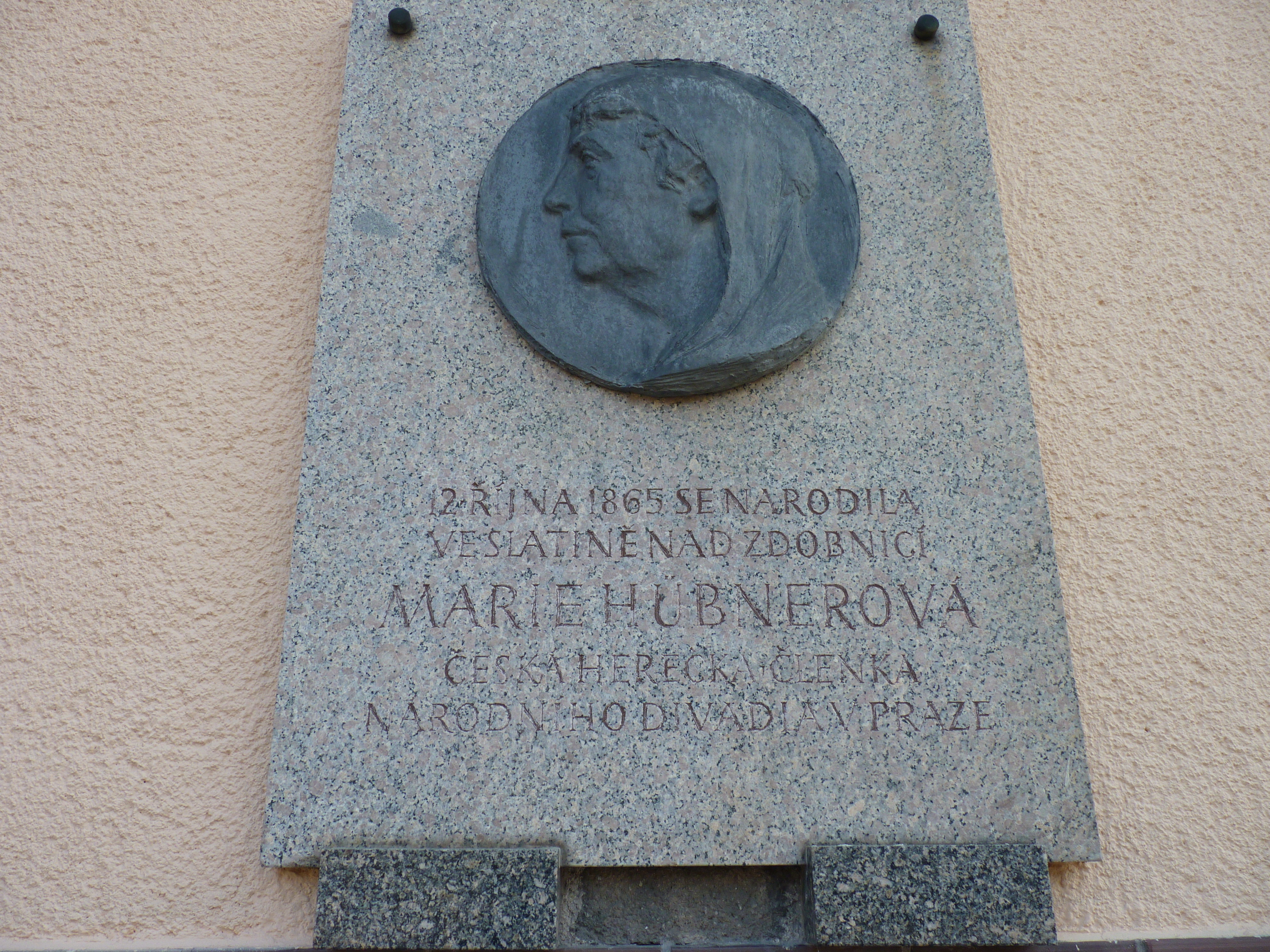
Plaketa Marie Hübnerové

Marie Hübnerová, rozená Marie Rufferová (12. října 1865 Slatina nad Zdobnicí – 5. srpna 1931 Praha), byla česká divadelní herečka počátku 20. století.

## Život
Po otcově smrti byla vychovávána v německém klášteře v Brně, v roce 1882 odešla ke Košnerově divadelní společnosti. Odtud přešla v roce 1887 k div. společnosti Františka Ludvíka. V sezóně 1891/1892 byla angažována v Národním divadle v Brně. V závěru roku odešla s ředitelem divadla Václavem Hübnerem do jeho vlastní nově vytvořené divadelní společnosti České lidové divadlo na venkově. Po smrti Hübnerovy manželky Anny (1861–1891) se za něj 11. února 1893 v Uherském Hradišti provdala.

Do roku 1893 používala v divadle pseudonym Slatinská.
V únoru roku 1896 byla přijata do souboru Národního divadla v Praze, kde setrvala až do své smrti. Vytvořila zde přes 370 rolí, některé i opakovaně (např. Martu v Goethově hře Faust, Fanku v Čapkově Loupežníkovi a Kláskovou v Jiráskově Lucerně).
Často hostovala i v dalších českých městech (Plzeň, Brno, Olomouc a jiné) a v Bratislavě. V Praze též hostovala na menších scénách (např. v roce 1908 v Pištěkovo divadle, v roce 1914 v Uranii a v Intimním divadle. V letech 1910 a 1929 vystoupila úspěšně ve Vídni, v roce 1928 ve Varšavě a v roce 1931 v Jugoslávii, kde obdržela řád sv. Sávy.
Byla učitelkou hereček A. Sedláčkové, L. Ostrčilové, E. Vrchlické, J. Kronbauerové, O. Scheinpflugové, M. Májové, B. Durasové, Z. Baldové, A. Iblové, M. Pačové, M. Wintrové-Bečvářové, J. Svaté a dalších.
V roce 1931 vystupovala v jediném filmu, v roli Fanky v Čapkově „Loupežníkovi“ v režii Josefa Kodíčka.
Zemřela 5. srpna 1931 v podolském sanatoriu. Je pochována v Praze na Olšanských hřbitovech.

## Citát
"Milostpaní, už to přijde!" vyzýval ji šetrně a uctivě inspicient. Vyskočila všecka udýchaná a postavila se na své místo. Jen mne tu nenech! Zaúpěla rychle a tiše na inspicienta. Pak se třikrát pokřižovala, vytáhla ze záňadří zlatý medailonek s podobiznou svého chotě, také jej třikrát křížky požehnala, pak políbila, uschovala, a teď..."Prosím, milostivá, ven!" Už byla na jevišti, už byla doma, už zazněl její hlas, plný, vyrovnaný, beze stopy neklidu nebo tísně...
Eva Vrchlická

## Divadelní role, výběr
- 1896 Ladislav Stroupežnický: Zvíkovský rarášek, Markéta, Národní divadlo, režie Josef Šmaha
- 1898 Alois Jirásek: Emigrant, Pepka, Národní divadlo, režie Josef Šmaha
- 1899 Edmond Rostand: Cyrano z Bergeracu, Lísa, Národní divadlo, režie Josef Šmaha
- 1902 F. F. Šamberk: Jedenácté přikázání, Františka, Národní divadlo, režie Alois Sedláček
- 1903 Molière: Zdravý nemocný, Toinetta, Národní divadlo, režie Jaroslav Kvapil
- 1905 Alois Jirásek: Lucerna, Klásková, Národní divadlo, režie Jaroslav Kvapil
- 1906 J. W. Goethe: Faust, Marta, Národní divadlo, režie Jaroslav Kvapil
- 1907 Aischylos: Oresteia, Chůva Orestova, Národní divadlo, režie Jaroslav Kvapil
- 1910 J. W. Goethe: Faust, Marta, Národní divadlo, režie Jaroslav Kvapil
- 1910 Gabriela Zapolska: Morálka paní Dulské, Paní Dulská, Národní divadlo, režie Jaroslav Kvapil
- 1911 Henrik Ibsen: Hedda Gablerová, Slečna Juliana Tesmanová, Národní divadlo, režie Jaroslav Kvapil
- 1912 Henrik Ibsen: Stavitel Solness, Alina Solnessová, Národní divadlo, režie Jaroslav Kvapil
- 1916 Alois Jirásek: Lucerna, Klásková, Národní divadlo, režie Gustav Schmoranz
- 1918 Jaroslav Kvapil: Oblak, Jeho matka, Národní divadlo, režie Jaroslav Kvapil
- 1919 A. N. Ostrovskij: Bouře, Marfa Kabanová, Národní divadlo, režie Gustav Schmoranz
- 1921 Karel Čapek: R. U. R., Nána, Národní divadlo, režie Vojta Novák
- 1921 Molière: Zdravý nemocný, Belida, Národní divadlo, režie Karel Hugo Hilar
- 1923 J. W. Goethe: Faust, Marta, Národní divadlo, režie Vojta Novák
- 1924 William Shakespeare: Romeo a Julie, Chůva Juliina, Národní divadlo, režie Karel Hugo Hilar
- 1925 Karel Čapek: Loupežník, Fanka, Národní divadlo, režie Vojta Novák
- 1929 Gerhart Hauptmann: Bobří kožich, Paní Wolfová, Národní divadlo, režie Vojta Novák
- 1929 František Langer: Velbloud uchem jehly, Peštová, Národní divadlo, režie Vojta Novák
- 1930 J. K. Tyl: Strakonický dudák, Kordula, Národní divadlo, režie Karel Dostal
- 1930 Zofia Nalkowska: Dům žen, Celina Belská, Stavovské divadlo, režie Milan Svoboda
- 1930 Edmond Konrád: Nahý v trní, Teta Máli, Stavovské divadlo, režie Karel Dostal
- 1930 Jaroslav Hilbert: Třídič štěrku, Paní Vinická, Národní divadlo, režie Karel Dostal
- 1931 Julius Zeyer: Radúz a Mahulena, Runa, Národní divadlo, režie Vojta Novák

## Filmové role
- 1931 K. Čapek: Loupežník, role Fanky, režie Josef Kodíček

## Divadelní osobnosti o Marii Hübnerové
Jaroslav Kvapil
- Pracoval jsem s Marií Hübnerovou jako režisér osmnáct let a viděl jsem ji ve všech fázích jejího dozrálého umění. Dorostla jistě zatím v největší současnou českou herečku a byla poslední z té někdejší plejády, o níž dnes už jen vypravujeme nevěřícím. Dožila, ale nepřežila se: jediný Vojan vedle ní mohl vychutnávat všechnu svou slávu a svou autoritu ještě za živa. [8]

- Na Národním divadle hrále víc než pětatřicet let: kolik to zatím vedle ní vyšlo a zapadlo hvězd a hvězdiček! Hned po jejích prvních úspěších povídal jsem jednou chtěje charakterisovat její nadání z boží milosti: "Tahle Hübnerka, to je Mošna v sukních!" Snad se tenkráte nemohlo říci o herečce jejího druhu nic lichotivějšího. [9]

Ladislav Boháč
- A pak Marie Hübnerová! Hrála paní Evansovou, matku jednoho ze tří mužů. Svou zpověď ženy, která prošla nejkrutějšími zkouškami života a má proto právo požadovat od druhých oběti, vyjádřila s takovým mistrovstvím, s takovou neuvěřitelnou prostotou, že na ni dodnes nemohu zapomenout. Jsem vděčný, že mi bylo dopřáno pracovat po boku této umělkyně. Byla to herečka z rodu oněch mimořádných osobností, které přicházejí na svět jednou za řadu desetiletí. [10]

- Hodně jsem s ní hrál; malé, a později i větší role. Jednou jsem ji doprovázel z premiéry domů, nesl jsem jí kytice, které dostala. Bydlela blízko Národního divadla, v Pštrossově ulici. Cestou se zastavila u kostela svatého Vojtěcha a polovinu květin položila do výklenku ke kříži. Byla velmi zbožná. [11]

František Černý
- V Národním divadle pracovali tehdy za vedení Jaroslava Kvapila největší představitelé tohoto stylu, Hana Kvapilová, Marie Hübnerová a Eduard Vojan, kteří byli zároveň vůbec největšími českými hereckými talenty té doby. K těmto mistrům se hlásili i mladí herci – např. Leopolda Dostalová, Růžena Nasková, Rudolf Deyl. [12]

- Kritika samozřejmě oceňovala i Marii Hübnerovou, obecně označovanou za největší tehdy žijící českou herečku, která hrála Martu již ve čtvrté inscenaci Fausta na Národním divadle. Hübnerová byla prostě Hübnerová. [13]

Leopolda Dostalová
- Každá příprava Hübnerové na vstup na jeviště byla důkladná a pečlivá. Musela být naprosto hotova s oblečením i celou úpravou téměř hodinu před začátkem představení. Pak už by v šatně nebyla vydržela, vyšla na jeviště, procházela se, potom posedávala v zákulisí a čekala. – Byla velmi citlivá a hluboce zbožná – a pověrčivá. Nebyla by vyšla na scénu – i na zkoušce – aniž by se v skrytu někde krátce nepokřižovala a snad i pomodlila. Vždycky, vždycky měla na sobě alespoň kousíček světlemodré barvy, ať už to byl jen tyrkysek nebo maličká ozdůbka, špendlík. V tu barvu nějak věřila. To vše se ovšem vystupňovalo až v pozdějších letech po smrti mužově. [14]

Josef Matěj Gottlieb
- Marie Hübnerová byla skromná a plachá. Měl jsem s ní často co dělat, pokud šlo o kostýmy, ale to jsme byli spolu vždycky hned dohodnuti...Měla upřímně ráda svého muže Václava Hübnera, který byl redaktorem. Když zemřel, těžce nesla jeho smrt a pak sama chřadla. Po léta sdílela společnou šatnu s paní Naskovou, a ta o ní nejednou vyprávěla, jak je v šatně jiná, veselá, plná životní vitality a dobroty. Buď jak buď, obraz, který ve mně Marie Hübnerová zanechala, je dlouhá, nekonečná šňůra rolí, stejně legendárních, jako byly role Vojanovy. To byly dva žulové kameny českého jeviště našich časů. Jako by oba ani nestárli. Tak přecházeli kolem nás, až je překvapila smrt. A ani té jsme dlouho nevěřili. Nemohli jsme pochopit, že by Marie Hübnerová už nikdy nevstoupila na naše jeviště.[15]

Joža Götzová
- Jestliže se dnes u nás tak často mateřství chápe v novém živelném tvaru, jak jej vytvořila paní Marie Hübnerová, jestliže dnes nemůžeme pořád ještě vnímat hrdinství jinak, než jak je vytvořil Vojan, jestliže moderního vnitřně rozleptaného a běsy posedlého člověka vidíme dnes v podobě Vydrově, typ moderní milenky v podobě A. Sedláčkové a typ dívčí jednak v podobě J. Horákové a jednak O. Scheinpflugové, je to proto, že tito herci vytvořili základní typy, jež vytušili v hlubinách doby, ale dali jim definitivní formu. [16]

- Marie Hübnerová byla bytost skrz na skrz kladná, směřující ke kladné ctnosti, k dobru, lásce, čistotě, něze, k životodárným silám. ...Marie Hübnerová byla, je a bude sláva, chlouba a radost české soudobé scény. [17]

Eduard Kohout
- S chutí jsem si zahrál ... v Jiráskově Lucerně ustrašeného učitelského mládence Zajíčka. Tím jsem byl ještě v novém nastudování o deset let později. Změnili se hlavní představitelé, mlynář, kněžna, Hanička i vodníci, ale zůstala jedinečná Klásková Marie Hübnerové, na jejíž výstupy jsme se těšili stejně jako obecenstvo. [18]

- Na rozhraní dvacátých a třicátých let zasadila smrt činohře Národního divadla několik těžkých ran. Marie Hübnerová zemřela 5. srpna 1931. Jako by zůstala svědomitá až do konce a zvolila si dobu hereckých prázdnin, kdy její odchod nezpůsobí repertoárové potíže. Na cestě k jejímu Vašíčkovi na Olšanech nás ji doprovodilo pramálo. Já přijel s Scheinpflugovou ze Salcburku; opustili jsme Mozartovo město i místní přátele a spěchali jsme domů, abychom drahé „bábušce“ naposled projevili svou úctu a lásku. O její role se od příští sezóny dělily tři vynikající herečky, Nasková, Baldová a Dostalová, každá však nahradila jen část všestranného génia velké mrtvé. [19]

Ladislav Pešek
- Dovedla vytvořit lidový charakter s takovým mistrovstvím, že se to na jevišti hned tak nevidí. Obdivoval jsem a studoval její práci od okamžiku, kdy jsem přišel do Národního divadla. Nejen já. Pro nás všechny, tenkrát mladé začínající herce, byla Marie Hübnerová tajuplné božstvo, kterému jsme se klaněli. Hübnerová umělkyně – Hübnerová člověk. Jaký to byl úžasný kontrast! Na jevišti nepřetržitý ohňostroj, jas a elán. Nikdy na ni není možné zapomenout. V životě zdrženlivá, stále s cigaretou v ruce, skoupá na slovo a na sebemenší projev citu. Mluvila vždy tiše, stále pozorovala ze zákulisí zkoušku a večer představení. Před jeho začátkem se pomodlila. Zády k obecenstvu se dívala kamsi do provaziště-klid, důstojnost, suverenita. [20]

Edmond Konrád
- Herečka země i nebes, herečka nekonečné lásky, neustává Marie Hübnerová působiti nám rozkoš neochablou svěžestí svého svrchovaného mistrovství. [21]

Jindřich Vodák
- U Hübnerové jsme se mohli věru učit, co to je, ztotožnit se s každým exemplářem našeho lidství, buď si jaký buď, každý aby nám byl stejně blízký a stejně drahý, stejně žádoucí poznání. [22]

- Dvě stě čtyřicet a více postav vytvořila Hübnerová za těch pětadvacet let, co vstoupila do Národního divadla, asi deset postav průměrně ročně a to by ani tak nepřekvapovalo, poněvadž byly mezi nimi úložky drobné. Ale byly to postavy! Hübnerová uměla hrát rozkročenou, masitou, rozesmátou a kamarádskou markytánku ve Valdštýnovi a uměla hrát ztělesněnou tichou výčitku a úzkost, paní Alinu Solnessovou. [23]

Růžena Nasková
- Všude, kde žilo nahé lidství silně a pronikavě, promluvilo pronikavě a silně i herectví Marie Hübnerové. Koruny a trůny byly příliš mimo svět člověka, kterému tak dokonale rozuměla, ty jen zdržovaly prudký běh a svazovaly rozevlátý pohyb umění, které rostlo z krve a žilo krví. Jaká síla a zdravá krása umět jít až ke kořenům člověka tak odvážně, bezohledně a řekla bych požitkářky rvavě, jak to dovedla Marie Hübnerová. [24]

- Marie Hübnerová se našla hned ve svých začátcích. To je veliké štěstí a málokomu je dopřáno. V staré divadelní hantýrce se tomu říkalo všedně a nevýstižně temperament, pozdě stejně tuctově sexappeal a bůhví jak se dnes jmenuje toto jiskřivé tryskání životního jasu a ženské síly. S tímto nepojmenovatelným mocným kouzlem v srdci šla po léta Marie Hübnerová neohroženě těžkým, hladovým životem venkovské herečky, jím si vybojovala i nadšené uznání obecenstva na svém přelétavém putování. A z tohoto kouzla rodila se a rostla už pozoruhodná herečka, jejíž pracovitá čilá mysl se chápala všeho, co vedlo k velikosti.[25]